# Vadász (település)

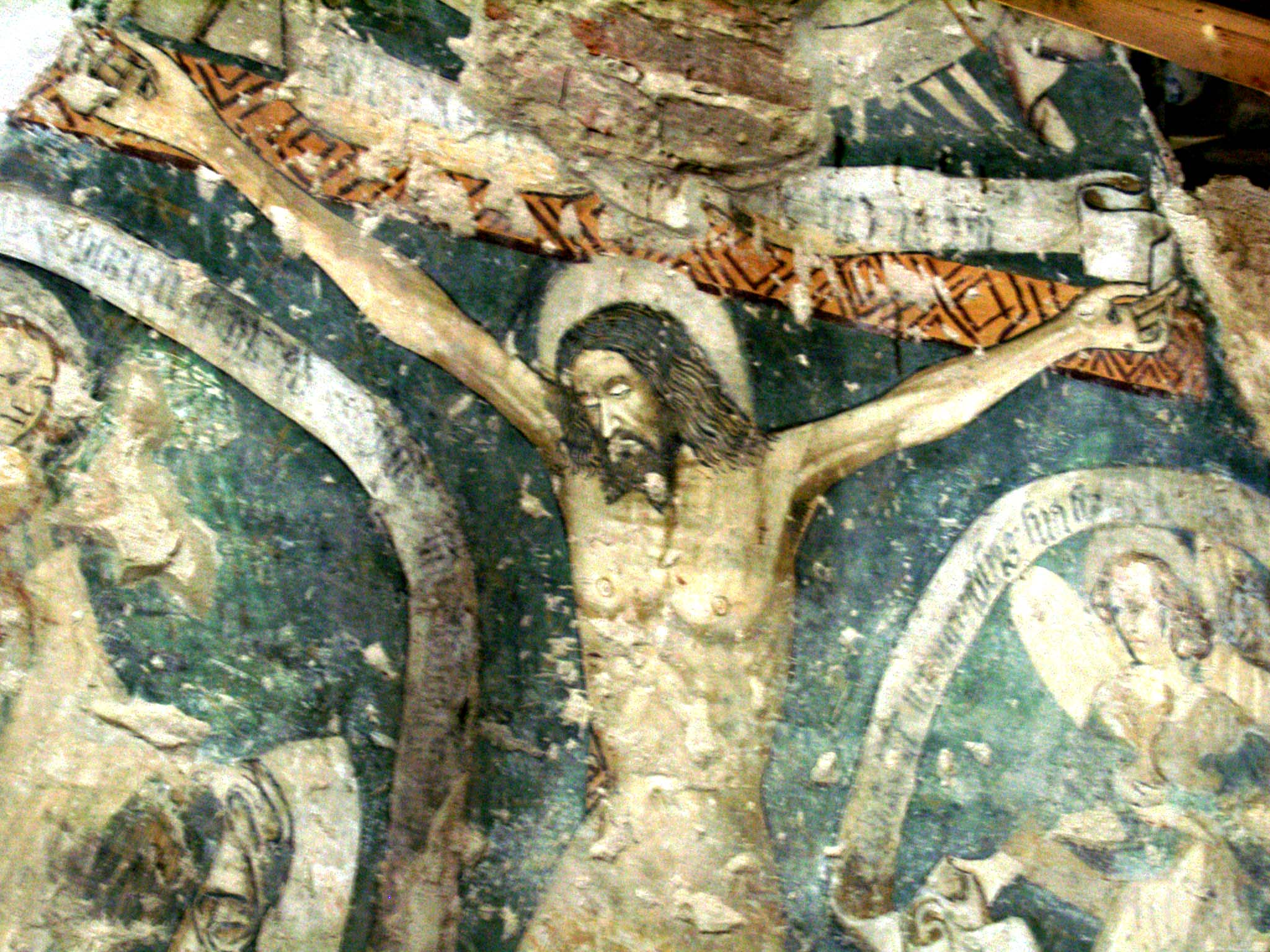
A vadászi református templom freskója

Vadász (románul: Vânători, korábban Vădas) falu Romániában, Arad megyében, Kisjenő várostól 20 km-re északkeletre.

## Nevének eredete
Neve királyi vadászok egykori lakóhelyére utal. Első említése II. András király adománylevelében 1214-ből való. Mai román neve hivatalos névadással született, jelentése: 'vadászok'.

## Története
A középkorban jelentős település volt. A 16. században lakossága református hitre tért. 1552 után mint Jenő- és Csekevadászt említették. 1559 és 1563 között 31 jobbágytelek alkotta. 1566 és 1591 között török megszállás alatt állt és a Gyulai szandzsákhoz tartozott. 1668 előtt települtek be első román lakói. 1703-ban a kurucok elpusztították, lakossága a Sárrétre menekült.
1711 után református lakói visszatértek. 1732-ben Rajnald modenai herceg birtokába került. 1747-ben 86 család lakta, kétharmaduk magyar, egyharmaduk román. 1819-ben Simonyi József (Simonyi óbester) vásárolta meg.
A 19. század második felében módos falunak számított, tanyarendszerrel, nagy gulyával és ménessel. 1900-ban legnagyobb birtokosa Tisza Kálmán volt. 1906-ban, a Simonyifalva–Gyula kisvasút megépítésével vasútállomást is kapott. Az 1930-as években jelentős vásárokat tartott.
Az 1960-as években román anyanyelvű cigányok költöztek be. 1970-ben elöntötte a Fekete-Körös. Magyar és román lakosságának nagy része elhagyta. Az 1980-as években a lerombolandó falvak listáján szerepelt.

## Népessége
- Református egyházát 1812-ben 1220 lélekkel írták össze.[2]
- 1851-ben 1400 református, 600 ortodox és 20 római katolikus vallású lakosa volt.
- 1900-ban 2361 lakosából 1724 volt magyar, 527 román és 110 cigány anyanyelvű; 1425 református, 628 ortodox, 26 nazarénus, 23 római katolikus, 23 evangélikus és 14 baptista vallású.
- 1913-ban 202-en laktak a külterületéhez tartozó Vadászpusztán, 109-en a Túlkörösi és 19-en a Körösmajori tanyán.
- 2002-ben 1258 lakosából 539 volt cigány, 429 magyar és 280 román nemzetiségű; 534 ortodox, 356 református, 175 pünkösdista és 74 római katolikus vallású.
- A 2011 október 20-31. között végzett népszámlálási adatok szerint Vadász 1307 lakosából (Tőzmiske község legnagyobb lélekszámú települése) 664 (?)roma, 380 magyar , 257 román (?) és 6 német nemzetiségű. A népesség százalékokban: roma - 50,8, magyar - 29,1, román - 19,7, német - 0,5. Az anyanyalvi megoszlás a következő: 887 román(67,87℅), 380 magyar (29,1℅), 36 roma (2,6℅)és 6 más (0,5%) anyanyelvű. Felekezeti megoszlás szerint 439 (?) ortodox (33,59%), 385 pünkösdista (29,5%), 301 református (23,03%), 118 baptista (9,03%), 48 római katolikus (3,673%), 5 unitárius (0,4%), 1 evangélikus (0,1%), 1 Jehova tanúja (0,1%), 4 ateista (0,4) és 5 egyéb vallású (0,5).
- A vadászi magyarság felekezeti megoszlása a következő: református 79,21%, római katolikus 12,63%, baptista 1,32%, unitárius 1,3% és evangélikus 0,3%.

## Látnivalók
- Református temploma az Árpád-korban épült, mai formáját 1833-ban alakították ki. Díszei egy értékes, a kereszten függő Jézust ábrázoló, 15. századi freskó és egy 1810-ben készített, késő barokk kazettás mennyezet.
- Ortodox temploma 1809-ben épült egy korábbi fatemplom helyén, 1871-ben újították.

## Oktatás
A faluban magyar nyelvű óvoda, előkészítő osztály és I–IV. osztályos magyar tagozat az egykori Református Iskola külön épületében működik a Tőzmiskei "Titus Popovici" Általános Iskola keretein belül.

## Híres emberek
- Itt temették el 1832-ben Simonyi József óbestert és holttestét innen szállították 1913-ban Budapestre.
- Itt temették el 1894-ben báró Simonyi Lajos politikust, a Wenckheim- és a Tisza-kormányok ipar- és kereskedelemügyi miniszterét.

## Testvértelepülése
- Turnhout, Belgium